# Jari Puikkonen
Jari Puikkonen (né le 25 juin 1959 à Lahti) est un ancien sauteur à ski finlandais.

## Palmarès

### Jeux olympiques
| Épreuve / Édition | Lake Placid 1980 | Sarajevo 1984 | Calgary 1988 |
| Petit Tremplin    | 16e              | Bronze        | 7e           |
| Grand Tremplin    | Bronze           | 5e            | 11e          |
| Par Equipes       |                  |               | Or           |

### Championnats du monde
| Épreuve / Édition | Oslo 1982 | Engelberg 1984 | Seefeld 1985 | Lahti 1989 | Val di Fiemme 1991 |
| Petit Tremplin    | Argent    |                | 7e           | 13e        |                    |
| Grand Tremplin    | 31e       |                | Argent       | Or         | 34e                |
| Par Equipes       | Bronze    | Or             | Or           | Or         |                    |

### Championnats du monde de vol à ski
| Épreuve / Édition | Oberstdorf 1981 | Harrachov 1983 |
| Individuel        | Or              | 26e            |

### Coupe du monde
- Meilleur classement final: 5e en 1981.
- 5 victoires.

### Saison par saison
| Année | Lieu                                                             |
| 1981  | Innsbruck (Autriche), Lahti x2 (Finlande), Planica (Yougoslavie) |
| 1986  | Innsbruck (Autriche)                                             |